# Pervagor marginalis
Pervagor marginalis és una espècie de peix de la família dels monacàntids i de l'ordre dels tetraodontiformes.

## Morfologia
- Els mascles poden assolir 6,2 cm de longitud total.
- Nombre de vèrtebres: 19.[4]

## Hàbitat
És un peix marí, de clima tropical i associat als esculls de corall.

## Distribució geogràfica
Es troba a les Illes Marqueses i les Illes de la Línia.

## Observacions
És inofensiu per als humans.